# Atractus tamaensis
Espèce
Atractus tamaensis est une espèce de serpents de la famille des Dipsadidae.

## Répartition
Cette espèce est endémique de l'État de Táchira au Venezuela. Elle se rencontre à 2 100 m d'altitude dans le massif de Tamá à Junín.

## Description
Dans leur description les auteurs indiquent que ce serpent mesure entre 191 et 258 mm pour les mâles et entre 194 et 305 mm pour les femelles.

## Étymologie
Son nom d'espèce, composé de tama et du suffixe latin -ensis, « qui vit dans, qui habite », lui a été donné en référence au lieu de sa découverte, le massif de Tamá.

## Publication originale
- Esqueda & La Marca, 2005 : Revisión taxonómica y biogeográfica (con descripción de cinco nuevas especies) de serpientes del género Atractus (Colubridae: Dipsadinae) en los Andes de Venezuela. Herpetotropicos, vol. 2, no 1, p. 1-32 (texte intégral).